# Dmítrov
Dmítrov (Дми́тров, en ruso) es una ciudad del óblast de Moscú, Rusia, situada a 65 km al norte de Moscú. Está ubicada sobre el río Yájroma y el canal de Moscú, que conecta a la capital rusa con el río Volga. Población: 61 500 (2004 est.); 62 219 (2002).
Dmítrov fue fundada por Yuri Dolgoruki en 1154 dentro de un bosque, en el sitio donde su hijo Vsévolod había nacido. Su nombre deriva del santo patrono de Vsévolod, que era San Dmitri.
Dmítrov es una punta de rieles del ferrocarril de los ramales a Moscú (terminal de Saviólovski) y Aleksándrov. El ferrocarril provee un eficiente servicio a Moscú. Dmítrov es también puerto de carga en el canal de Moscú. 

## Ciudades hermanas
- Almere, Holanda.
- Maryina Horka, Bielorrusia.
- Rîbnița, Transnistria.

## Miscelánea
- La altitud sobre el nivel del mar de Dmítrov es de 179 m.